# Ascenso MX 2016/17
Die Saison 2016/17 ist die achte Spielzeit der zweithöchsten Fußballspielklasse in Mexiko seit Bestehen der Liga de Ascenso, die seit Sommer 2013 die offizielle Bezeichnung Ascenso MX trägt.

## Veränderungen
Während die Vorsaison von 16 Mannschaften bestritten wurde, erfolgte im Sommer 2016 die Erweiterung der Liga auf 18 Teilnehmer. 14 von ihnen waren bereits in der Vorsaison dabei.
Sportlich tauschten der Erstliga-Aufsteiger Necaxa und der Absteiger aus derselben, Dorados de Sinaloa, die Plätze.
Aufgrund der Aufstockung der Liga gab es keinen Absteiger in die drittklassige Segunda División und durften in diesem Jahr sowohl der Meister der Apertura 2015, Potros de la UAEM, als auch der Meister der Clausura 2016, Tampico-Madero FC, den Aufstieg aus der Segunda División wahrnehmen.
Weil Atlético San Luis sich nach dreijähriger Zugehörigkeit zur Ascenso MX aus der Liga zurückgezogen hatte, durften die Loros de Colima als Gesamtsieger der Segunda División in der Saison 2014/15 ebenfalls nachträglich den Aufstieg wahrnehmen und wurden als zusätzliche Mannschaft außerplanmäßig in die Ascenso MX aufgenommen.

## Liguillas der Apertura 2016

### Viertelfinale
|                      | Gesamt    |                     | Hinspiel | Rückspiel |
| -------------------- | --------- | ------------------- | -------- | --------- |
| Alebrijes de Oaxaca  | 2:4       | Celaya FC           | 2:1      | 0:3       |
| Dorados de Sinaloa   | (a)4:4(a) | Potros UAEM         | 1:1      | 3:3       |
| Club Atlante         | 2:1       | Zacatepec Siglo XXI | 1:0      | 1:1       |
| Cimarrones de Sonora | 4:4(a)    | Mineros Zacatecas   | 2:3      | 2:1       |

### Halbfinale
|                    | Gesamt    |                   | Hinspiel | Rückspiel |
| ------------------ | --------- | ----------------- | -------- | --------- |
| Club Atlante       | 1:0       | Celaya FC         | 1:0      | 0:0       |
| Dorados de Sinaloa | (a)4:4(a) | Mineros Zacatecas | 3:0      | 1:4       |

### Finale
|              | Gesamt |                    | Hinspiel | Rückspiel |
| ------------ | ------ | ------------------ | -------- | --------- |
| Club Atlante | 2:4    | Dorados de Sinaloa | 2:3      | 0:1       |

## Liguillas der Clausura 2017

### Viertelfinale
Wie bereits in der Apertura 2016 scheitern die Cimarrones erneut lediglich aufgrund der Auswärtstorregel an den Mineros.
|                      | Gesamt    |                     | Hinspiel | Rückspiel |
| -------------------- | --------- | ------------------- | -------- | --------- |
| Lobos BUAP           | 2:1       | Alebrijes de Oaxaca | 1:0      | 1:1       |
| Zacatepec Siglo XXI  | 0:4       | Dorados de Sinaloa  | 0:0      | 0:4       |
| Potro UAEM           | 3:4       | FC Juárez           | 1:1      | 2:3       |
| Cimarrones de Sonora | (a)2:2(a) | Mineros Zacatecas   | 2:1      | 0:1       |

### Halbfinale
|            | Gesamt |                    | Hinspiel | Rückspiel |
| ---------- | ------ | ------------------ | -------- | --------- |
| Lobos BUAP | 6:2    | Mineros Zacatecas  | 2:0      | 4:2       |
| FC Juárez  | 3:0    | Dorados de Sinaloa | 1:0      | 2:0       |

### Finale
|            | Gesamt |           | Hinspiel | Rückspiel |
| ---------- | ------ | --------- | -------- | --------- |
| Lobos BUAP | 4:2    | FC Juárez | 2:1      | 2:1       |

## Tabellen

### Abschlusstabelle der Apertura 2016
| Pl. | Verein                   | Sp. | S  | U | N  | Tore    | Diff. | Punkte |
| --- | ------------------------ | --- | -- | - | -- | ------- | ----- | ------ |
| 1.  | Celaya FC                | 17  | 10 | 5 | 2  | 036:130 | +23   | 35     |
| 2.  | Mineros de Zacatecas     | 17  | 10 | 3 | 4  | 034:200 | +14   | 33     |
| 3.  | Zacatepec Siglo XXI      | 17  | 8  | 6 | 3  | 027:190 | +8    | 30     |
| 4.  | Potros UAEM              | 17  | 8  | 5 | 4  | 024:180 | +6    | 29     |
| 5.  | Dorados de Sinaloa       | 17  | 7  | 6 | 4  | 028:160 | +12   | 27     |
| 6.  | Atlante                  | 17  | 7  | 6 | 4  | 026:170 | +9    | 27     |
| 7.  | Cimarrones de Sonora     | 17  | 7  | 6 | 4  | 022:210 | +1    | 27     |
| 8.  | Alebrijes de Oaxaca      | 17  | 7  | 5 | 5  | 020:140 | +6    | 26     |
| 9.  | Deportivo Tepic          | 17  | 5  | 7 | 5  | 022:200 | +2    | 22     |
| 10. | FC Juárez                | 17  | 6  | 4 | 7  | 018:170 | +1    | 22     |
| 11. | UAT Correcaminos         | 17  | 5  | 5 | 7  | 012:160 | −4    | 20     |
| 12. | Venados FC               | 17  | 5  | 5 | 7  | 020:340 | −14   | 20     |
| 13. | Murciélagos FC           | 17  | 5  | 4 | 8  | 018:240 | −6    | 19     |
| 14. | Leones Negros UDG        | 17  | 4  | 6 | 7  | 023:260 | −3    | 18     |
| 15. | Lobos BUAP               | 17  | 4  | 6 | 7  | 015:260 | −11   | 18     |
| 16. | Cafetaleros de Tapachula | 17  | 4  | 4 | 9  | 021:320 | −11   | 16     |
| 17. | Loros de Colima          | 17  | 3  | 5 | 9  | 020:340 | −14   | 14     |
| 18. | Tampico-Madero FC        | 17  | 2  | 4 | 11 | 008:270 | −19   | 10     |

### Abschlusstabelle der Clausura 2017
| Pl. | Verein                   | Sp. | S | U | N  | Tore    | Diff. | Punkte |
| --- | ------------------------ | --- | - | - | -- | ------- | ----- | ------ |
| 1.  | Mineros de Zacatecas     | 17  | 9 | 5 | 3  | 021:110 | +10   | 32     |
| 2.  | Dorados de Sinaloa       | 17  | 9 | 4 | 4  | 029:220 | +7    | 31     |
| 3.  | Alebrijes de Oaxaca      | 17  | 9 | 3 | 5  | 027:190 | +8    | 30     |
| 4.  | FC Juárez                | 17  | 8 | 4 | 5  | 023:170 | +6    | 28     |
| 5.  | Potros UAEM              | 17  | 8 | 4 | 5  | 021:150 | +6    | 28     |
| 6.  | Lobos BUAP               | 17  | 8 | 3 | 6  | 030:260 | +4    | 27     |
| 7.  | Zacatepec Siglo XXI      | 17  | 8 | 3 | 6  | 023:220 | +1    | 27     |
| 8.  | Cimarrones de Sonora     | 17  | 8 | 3 | 6  | 020:190 | +1    | 27     |
| 9.  | Deportivo Tepic          | 17  | 7 | 5 | 5  | 024:200 | +4    | 26     |
| 10. | Tampico-Madero FC        | 17  | 6 | 5 | 6  | 015:140 | +1    | 23     |
| 11. | Leones Negros UDG        | 17  | 5 | 7 | 5  | 016:180 | −2    | 22     |
| 12. | Cafetaleros de Tapachula | 17  | 6 | 3 | 8  | 020:210 | −1    | 21     |
| 13. | Atlante                  | 17  | 5 | 6 | 6  | 017:180 | −1    | 21     |
| 14. | Celaya FC                | 17  | 5 | 4 | 8  | 026:270 | −1    | 19     |
| 15. | UAT Correcaminos         | 17  | 4 | 4 | 9  | 024:310 | −7    | 16     |
| 16. | Venados FC               | 17  | 3 | 6 | 8  | 017:340 | −17   | 15     |
| 17. | Loros de Colima          | 17  | 4 | 2 | 11 | 018:270 | −9    | 14     |
| 18. | Murciélagos FC           | 17  | 3 | 5 | 9  | 013:230 | −10   | 14     |

### Kreuztabelle 2016/17
Die Kreuztabelle stellt die Ergebnisse aller Spiele dieser Saison dar. Der Name der Heimmannschaft ist in der linken Spalte, das Logo der Gastmannschaft in der oberen Zeile aufgelistet.
Die Mineros de Zacatecas blieben als einziges Team zu Hause ungeschlagen und spielten 11 ihrer 17 Heimspiele zu Null. Insgesamt mussten sie im Estadio Francisco Villa nur sieben Gegentore hinnehmen und nur in einem Spiel konnte die Gastmannschaft (Loros de la Universidad de Colima beim 2:2) dort mehr als einen Treffer erzielen.
| 2016/17         | ALE | ATL | CEL | CIM | COR | DOR | JUA | LEO | LOB | LOR | MUR | POT | TAM | TAP | TEP | VEN | ZCS | ZPC |
| --------------- | --- | --- | --- | --- | --- | --- | --- | --- | --- | --- | --- | --- | --- | --- | --- | --- | --- | --- |
| Alebrijes       |     | 1:0 | 1:1 | 0:1 | 0:0 | 5:0 | 3:2 | 0:0 | 1:0 | 3:1 | 4:1 | 1:1 | 3:0 | 1:0 | 1:1 | 3:2 | 0:2 | 1:0 |
| Atlante         | 2:0 |     | 1:2 | 0:0 | 3:2 | 1:1 | 2:1 | 2:1 | 2:2 | 5:0 | 0:1 | 0:1 | 0:0 | 2:2 | 0:2 | 1:1 | 2:2 | 1:0 |
| Celaya          | 1:2 | 1:1 |     | 3:1 | 3:0 | 0:0 | 2:0 | 2:1 | 0:1 | 3:0 | 2:1 | 2:1 | 3:0 | 2:3 | 3:3 | 4:0 | 5:1 | 2:3 |
| Cimarrones      | 1:0 | 0:1 | 2:0 |     | 1:0 | 1:5 | 1:0 | 3:1 | 2:3 | 3:2 | 2:1 | 3:0 | 1:0 | 1:1 | 1:1 | 0:0 | 1:2 | 0:1 |
| Correcaminos    | 4:3 | 1:1 | 2:4 | 1:1 |     | 0:1 | 0:0 | 0:2 | 1:3 | 1:1 | 0:1 | 1:0 | 2:0 | 1:0 | 3:1 | 2:0 | 3:2 | 0:0 |
| Dorados         | 1:1 | 2:4 | 1:0 | 1:2 | 1:2 |     | 3:0 | 1:1 | 5:0 | 2:0 | 2:0 | 0:1 | 5:1 | 2:0 | 1:1 | 4:1 | 1:0 | 1:1 |
| Juárez          | 1:0 | 1:1 | 3:0 | 2:1 | 1:0 | 1:2 |     | 1:1 | 2:2 | 2:1 | 2:1 | 2:0 | 3:0 | 2:1 | 3:2 | 4:0 | 0:1 | 1:2 |
| Leones Negros   | 1:3 | 0:0 | 1:1 | 1:1 | 3:2 | 2:3 | 1:0 |     | 1:1 | 1:0 | 2:1 | 1:0 | 0:2 | 3:1 | 1:2 | 1:1 | 0:1 | 0:2 |
| Lobos BUAP      | 3:1 | 1:1 | 1:2 | 3:2 | 0:1 | 1:2 | 2:0 | 2:1 |     | 1:0 | 0:0 | 1:1 | 1:1 | 2:1 | 1:2 | 3:4 | 3:1 | 2:1 |
| Loros de Colima | 1:2 | 2:0 | 1:1 | 0:1 | 3:1 | 1:2 | 2:1 | 1:1 | 1:0 |     | 0:1 | 0:0 | 2:2 | 2:1 | 0:1 | 2:0 | 3:3 | 1:3 |
| Murciélagos     | 0:0 | 3:1 | 0:0 | 2:3 | 2:0 | 1:3 | 0:0 | 1:1 | 0:2 | 1:0 |     | 1:2 | 2:0 | 3:2 | 0:2 | 1:1 | 1:1 | 1:2 |
| Potros UAEM     | 1:0 | 1:0 | 2:0 | 1:1 | 1:1 | 1:0 | 1:0 | 2:4 | 4:1 | 3:1 | 2:0 |     | 1:0 | 0:0 | 2:1 | 6:1 | 2:1 | 2:2 |
| Tampico-Madero  | 2:1 | 0:1 | 2:1 | 1:2 | 3:0 | 1:1 | 1:2 | 0:1 | 0:0 | 2:0 | 0:0 | 1:0 |     | 1:1 | 0:0 | 1:2 | 1:0 | 0:1 |
| Tapachula       | 0:1 | 0:2 | 3:2 | 1:0 | 1:0 | 1:0 | 1:1 | 3:3 | 1:0 | 3:4 | 2:1 | 1:1 | 2:0 |     | 1:2 | 5:1 | 1:0 | 0:1 |
| Tepic           | 0:1 | 0:3 | 2:2 | 0:1 | 0:0 | 1:1 | 0:1 | 1:0 | 2:1 | 3:1 | 1:1 | 1:1 | 0:1 | 4:0 |     | 1:1 | 0:1 | 3:2 |
| Venados         | 1:3 | 1:2 | 0:5 | 1:1 | 1:5 | 1:1 | 0:2 | 1:1 | 5:1 | 2:0 | 3:1 | 1:0 | 0:0 | 2:0 | 2:1 |     | 0:0 | 0:0 |
| Zacatecas       | 1:0 | 1:0 | 0:0 | 4:0 | 1:0 | 3:0 | 0:0 | 2:0 | 1:1 | 2:2 | 3:1 | 3:1 | 2:0 | 2:0 | 2:1 | 4:0 |     | 3:1 |
| Zacatepec       | 1:1 | 2:1 | 0:3 | 1:1 | 1:0 | 2:2 | 0:0 | 1:1 | 3:0 | 4:3 | 2:0 | 1:3 | 1:0 | 4:2 | 1:2 | 3:1 | 1:3 |     |

## Das Aufstiegsfinale

### Hinspiel
| Lobos de la BUAP                                    | Lobos de la BUAP | Dorados de Sinaloa | Dorados de Sinaloa |
| --------------------------------------------------- | --- | --- | ------------------ |
| Lobos de la BUAP                                    | \| 13. Mai 2017 in Puebla (Estadio Universitario BUAP) \| \| Ergebnis: 1:0 (1:0) \| \| Schiedsrichter: Alejandro Funk \| | \| 13. Mai 2017 in Puebla (Estadio Universitario BUAP) \| \| Ergebnis: 1:0 (1:0) \| \| Schiedsrichter: Alejandro Funk \| | Dorados de Sinaloa |
| Lobos de la BUAP                                    | José Canales – César Cercado (69. José Tehuitzil), Rodrigo Godínez, Eduardo Tercero, Orlando Rincón – Jorge Ibarra, Luis Ernesto Pérez, Amaury Escoto, Carlos Martínez (86. Ricardinho) – Diego Jiménez, Emilio Sánchez (67. Omar Tejada) Cheftrainer: Rafael Puente | Gaspar Servio – Fausto Pinto, Cristian Báez, Oliver Ortiz, Carlos Pinto (57. Luis García) – Moisés Velasco, Marco Argüelles (46. Patricio Rubio), Jesús Ricardo Angulo, Flavio Santos (62. Fernando Arce) – Gabriel Hachen, Vinicio Angulo Cheftrainer: Gabriel Caballero | Dorados de Sinaloa |
| Lobos de la BUAP                                    | 1:0 Amaury Escoto (23.) | | Dorados de Sinaloa |
| Lobos de la BUAP                                    | Tercero (57.) | Hachen (37.), V. Angulo (70.), Báez (76.) | Dorados de Sinaloa |
| Lobos de la BUAP                                    | Escoto (47.) | | Dorados de Sinaloa |
| 13. Mai 2017 in Puebla (Estadio Universitario BUAP) | | |                    |
| Ergebnis: 1:0 (1:0)                                 | | |                    |
| Schiedsrichter: Alejandro Funk                      | | |                    |

### Rückspiel
| Dorados de Sinaloa                         | Dorados de Sinaloa | Lobos de la BUAP | Lobos de la BUAP |
| ------------------------------------------ | --- | --- | ---------------- |
| Dorados de Sinaloa                         | \| 20. Mai 2017 in Culiacán (Estadio Banorte) \| \| Ergebnis: 2:2 (2:2) \| \| Schiedsrichter: Óscar Mejía García \| | \| 20. Mai 2017 in Culiacán (Estadio Banorte) \| \| Ergebnis: 2:2 (2:2) \| \| Schiedsrichter: Óscar Mejía García \| | Lobos de la BUAP |
| Dorados de Sinaloa                         | Gaspar Servio – Fausto Pinto (67. Patricio Rubio), Cristian Báez, Oliver Ortiz, Carlos Pinto – Moisés Velasco, Pablo Gabriel Torres (78. José Alberto García), Ricardo Angulo (87. Luis Trujillo), Flavio Santos – Gabriel Hachen, Vinicio Angulo Cheftrainer: Gabriel Caballero | José Canales – José Tehuitzil (83. Richard Okunorobo), Rodrigo Godínez, Eduardo Tercero, Orlando Rincón – Jorge Ibarra, Luis Ernesto Pérez, Amaury Escoto (90. Diego Campos), Carlos Martínez – Diego Jiménez, Emilio Sánchez (74. Omar Tejada) Cheftrainer: Rafael Puente | Lobos de la BUAP |
| Dorados de Sinaloa                         | 1:0 Canales (1., ET) 2:0 Hachen (29.) | 2:1 Jiménez (36.) 2:2 Escoto (41.) | Lobos de la BUAP |
| Dorados de Sinaloa                         | C. Pinto (69.), Hachen (74.) | Sánchez (71.), Pérez (84.) | Lobos de la BUAP |
| Dorados de Sinaloa                         | Ortiz (90.+2') | | Lobos de la BUAP |
| 20. Mai 2017 in Culiacán (Estadio Banorte) | | |                  |
| Ergebnis: 2:2 (2:2)                        | | |                  |
| Schiedsrichter: Óscar Mejía García         | | |                  |